# Rottenführer (aéronautique)

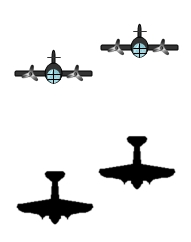
Rotte

Le terme allemand de Rottenführer désigne, en aéronautique militaire, une fonction (et non un grade) au sein d'une unité de la Luftwaffe.
Le Rottenführer commande une formation basique composée de 2 ou 3 avions appelée Rotte.
Ce terme n'est pas à confondre avec le grade de Rottenführer de la Schutzstaffel (SS).